# Hedwig Eleonora de Holstein-Gottorp
Hedwig Eleonora de Holstein-Gottorp (n. 23 octombrie 1636, Schleswig, Schleswig-Holstein, Germania – d. 24 noiembrie 1715, orașul Stockholm⁠(d), Over-Governors office⁠(d), Suedia) a fost soția regelui Carol al X-lea al Suediei și mama regelui Carol al XI-lea al Suediei. A fost regentă a Suediei de trei ori și de facto prima doamnă de la curte timp de 61 de ani, din 1654 până la moartea ei în 1715.

## Biografie

### Regină consort

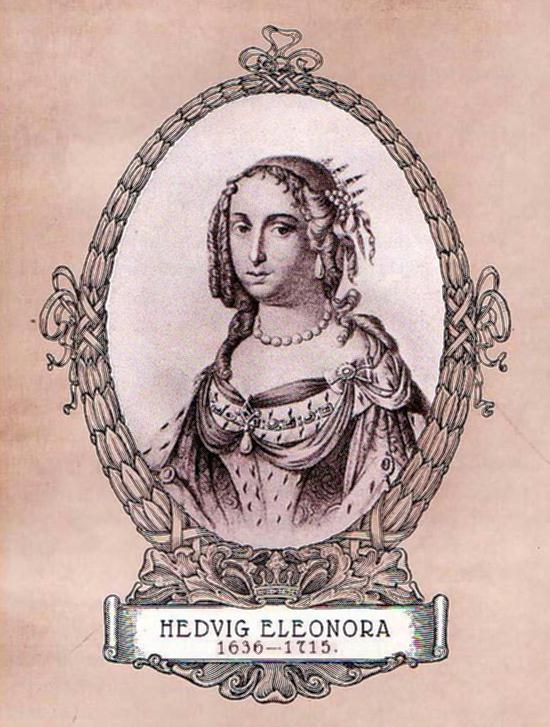
Hedwig Eleonora

Hedwig Eleonora s-a născut la 23 octombrie 1636 ca fiică a Ducelui Frederic al III-lea de Holstein-Gottorp și a Ducesei Marie Elisabeth de Saxonia. Ea a fost al șaselea copil din cei 16 ai cuplului. La o zi după ce a împlinit 18 ani, ea s-a căsătorit cu regele Carol al X-lea al Suediei.  Căsătoria a fost aranjată ca o alianță între Suedia și Holstein-Gottorp împotriva dușmanului lor Danemarca. Regina Cristina a Suediei a întâlnit-o pe Hedwig Eleonora în Holstein-Gottorp în drumul ei spre Roma după abdicarea ei.  Cristina era preocupată de faptul că regele Carol al X-lea nu era căsătorit așă că ea a sugerat uniunea lor.
Sugestia a fost acceptată imediat de Holstein-Gottorp, care a fost de acord cu toate cererile Suediei, lucru care a grăbit negocierile. La acel moment, Hedwig Eleonora era logodită cu Gustav Adolph, Duce de Mecklenburg-Güstrow și regina Cristina a recomandat-o pe sora mai mare a lui Hedwig Eleonora, Magdalene Sibylle of Holstein-Gottorp. Totuși, după ce a văzut portretele celor două surori, Carol al X-lea a ales-o pe  Hedwig Eleonora datorită frumuseții ei, iar logodnicul acesteia s-a căsătorit cu Magdalena Sibylle. Carol al X-lea era văr de gradul al doilea cu mama lui Hedwig Eleonora.
Hedwig Eleonora a fost întâmpinată de Carol al X-lea la Dalarö în Suedia la 5 octombrie 1654 și a stat la Palatul Karlberg înainte de a-și face intrarea oficială în Stockholm pentru nunta din 24 octombrie. A fost încoronată regină la Storkyrkan, la 27 octombrie. La scurtă vreme, Carol al X-lea a plecat în Polonia pentru a participa la Potopul (istorie). Hedwig Eleonora a rămas în Suedia pentru nașterea viitorului rege Carol al XI-lea la 24 noiembrie 1655. În primăvara anului 1656 ea a părăsit Suedia și l-a urmat pe Carol al X-lea în timpul campaniei lui. A fost prezentă la Bătălia de la Varșovia (1656), timpul în care a primit slava armatei suedeze, alături de soțul ei.
S-a întors în Suedia în toamna anului 1656. A preluat controlul teritoriilor primite ca zestre, pe care le va controla strict de-a lungul vieții ei. După Războiul danezo-suedez  (1657–1658) ea a fost chemată să se alăture soțului ei la Gothenburg, apoi l-a urmat la Gottorp și Wismar.

### Regină regentă

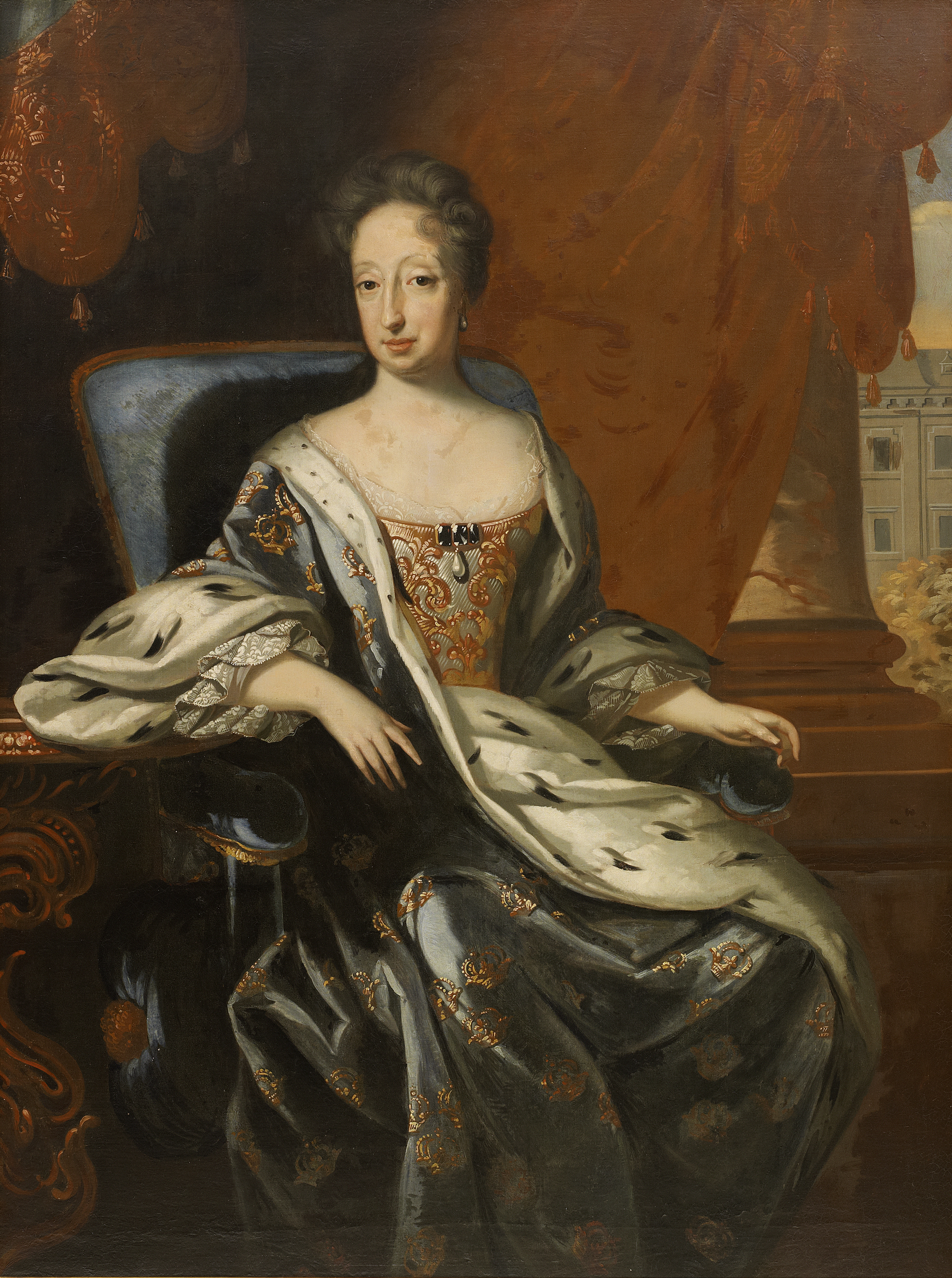
Hedwig Eleonora de Holstein-Gottorp

După decesul soțului ei la 13 februarie 1660,  Hedwig Eleonora a devenit regentă a Suediei și a prezidat Consiliul de Regență pe perioada minoratului fiului ei Carol al XI-lea.
Ea și-a folosit poziția de regentă în special pentru a proteja interesele fiului ei. S-a opus politicii externe anti-daneze și pro-franceze în timpul anilor de regență. I-a displăcut războiul și a fost de partea partidei care a susținut pacea în Consiliu.
După decesul fiului ei la 5 aprilie 1697, Hedwig Eleonora a devenit din nou regentă a Suediei în timpul minoratului nepotului ei, Carol al XII-lea. De data asta, regența a durat până în decembrie același an, nepotul ei devenind major între timp. Ea a susținut o alianță între Suedia și Holstein-Gottorp prin căsătoria nepoatei ei Hedvig Sophia a Suediei cu Ducele de  Holstein-Gottorp.
A cheltuit sume semnificative pentru a restaura grandoarea Curții, deoarece regina Cristina a luat multe dintre comorile coroanei la  abdicare. Ea a fost în măsură să acopere aceste costuri din veniturile semnificative de pe teritoriile ei personale. A supravegheat construcția mai multor conace și palate, inclusiv Palatul Drottningholm.

### Regina-mamă
Hedwig Eleonora s-a bucurat de mare respect ca "Riksänkedrottningen", care înseamnă "Regină văduvă a regatului". În timpul domniei ei, Hedwig Eleonora s-a concentrat pe administrarea teritoriilor ei pe care le-a primit ca zestre și pe educația fiului ei mai degrabă decât pe politică. În creșterea fiului ei ea s-a concentrat pe religie, pe pregătirea morală și fizică și pe sport mai degrabă decât pe studii academice; ea a fost criticată pentru că l-a răsfățat și nu l-a forțat să participe la studii.
Deși ea însăși era interesată de cultură și știință, nu a pus presiune pe fiul ei și i-a permis să nu participe la lecții, el având o sănătate fragilă în timpul copilăriei, așa că ea a găsit mai important ca el să-și întărească trupul și să-și disciplineze morala prin studii religioase.